# Altas Montañas del Estado de Veracruz

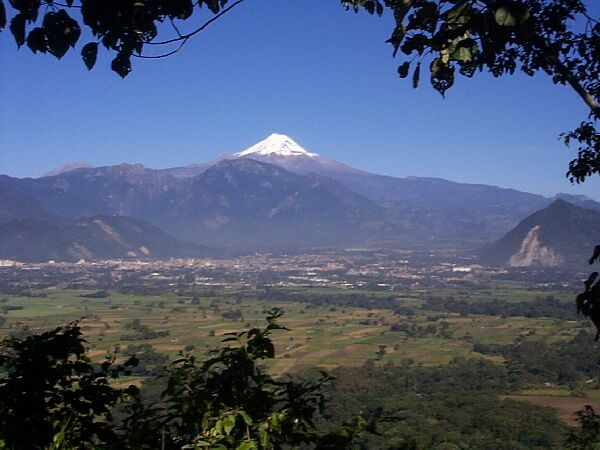
Blick über die Altas Montañas de Veracruz mit der Stadt Orizaba (Mitte) und dem Pico de Orizaba (hinten).

Altas Montañas del Estado de Veracruz ist ein Hochgebirge im mexikanischen Bundesstaat Veracruz, das zur Sierra Madre Oriental gehört. Es ist eines der Gebiete mit der größten biologischen Vielfalt und den schönsten Landschaften Mexikos.

## Lage und markante Punkte
Die Region der Altas Montañas beginnt im Norden bei den Orten Coscomatepec und Huatusco, die sich beide in einem Wolkenwald befinden.
Am südlichen Ende der Region befinden sich die geheimnisvollen Berge von Zongolica.
Im Nordwesten der Altas Montañas befindet sich der Citlaltépetl (Pico de Orizaba), Mexikos höchster Berg.
Die wichtigsten Gemeinden der Region sind die Städte Orizaba und Córdoba.
In der Region befinden sich ferner:
- ein ausgedehntes Tunnelsystem aus dem 18. Jahrhundert;
- der Cerro de Chicahuaxtla, der ein beliebter Ort für Paragliding ist;
- die Puente de Aguila und die Puente de Metlac, von denen ein Abseilen ins Tal möglich ist;
- das Umland von Orizaba;
- das Umland von Córdoba und
- die Sierra de Zongolica, deren Höhlen zu den tiefsten der Welt zählen.[4]